# Bílichov
Bílichov (Duits: Bilichau) is een Tsjechische gemeente in de regio Midden-Bohemen, en maakt deel uit van het district Kladno. Het dorp ligt op 20 km afstand van de stad Kladno en 14 km afstand van Slaný.
Bílichov telt 206 inwoners.

## Geografie
Het dorp ligt in het Džbán-natuurreservaat.

## Geschiedenis
De eerste schriftelijke vermelding van het dorp dateert van 1407.
Sinds 1960 is Bílichov een zelfstandige gemeente binnen het Kladnodistrict.

## Verkeer en vervoer

### Autowegen
Bílichov is te bereiken via een regionale weg. Op 4 km afstand van het dorp ligt weg I/7 die Bílichov verbindt met Slaný en Louny.

### Spoorlijnen
Er is geen station in het dorp. Het dichtstbijzijnde station is Klobuky v Čechách op 8 km afstand. Dat station ligt aan spoorlijn 110 Kralupy nad Vltavou - Louny.

### Buslijnen
Bílichov wordt bediend door lijn 589 (Kvílice - Slaný -) Hořešovice - Líský (10 ritten per dag) en lijn 389 Praag - Slaný - Hořešovice - Louny (16 ritten per dag). Lijn 589 wordt gereden door vervoerder ČSAD Slaný; lijn 389 door ČSAD Česká Lípa.

## Bezienswaardigheden
- Kapel;
- Niskapel.

## Galerij

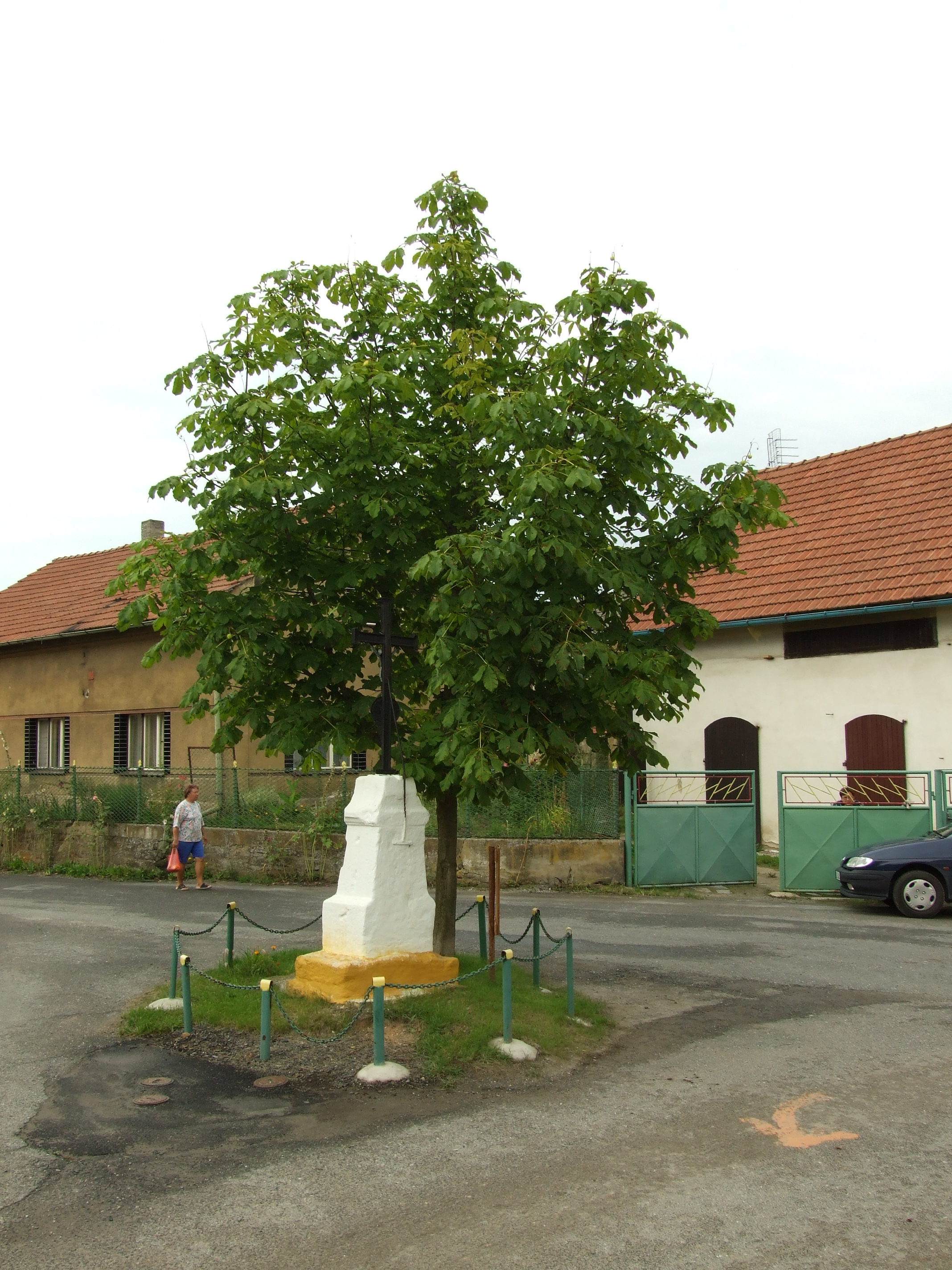
Kruis midden op een weg in het dorp
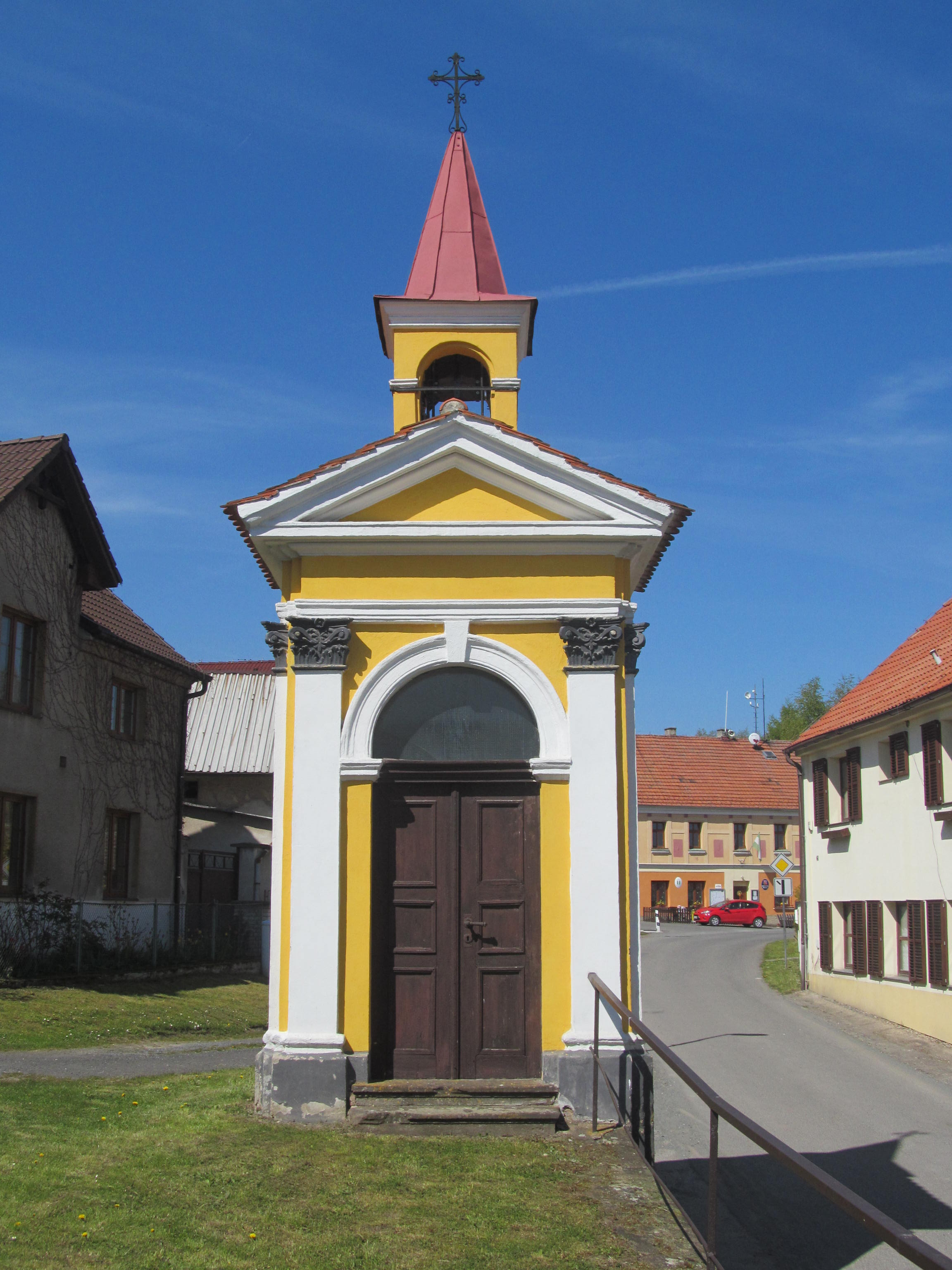
Kapel in het dorp
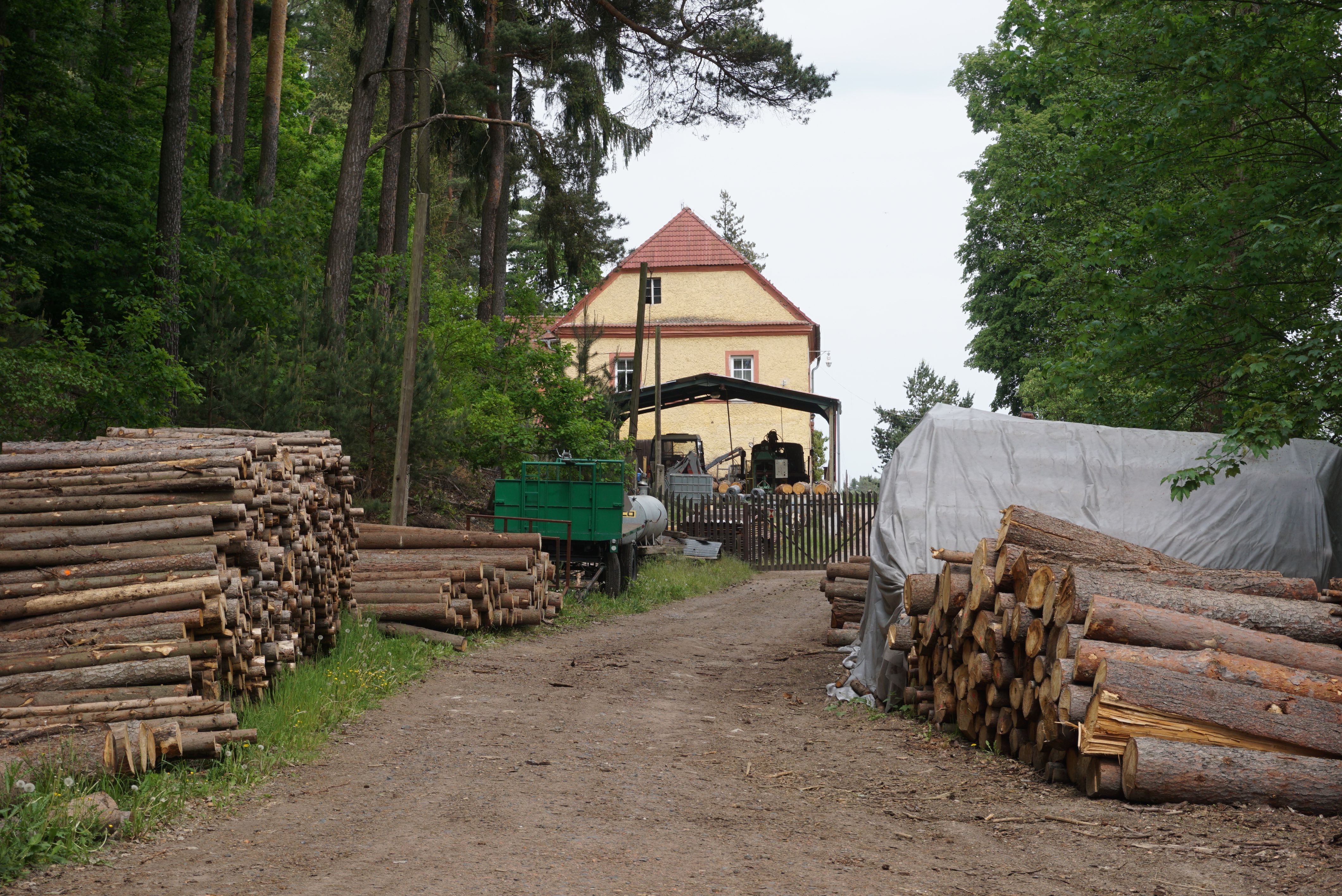
Huis in Bílichov
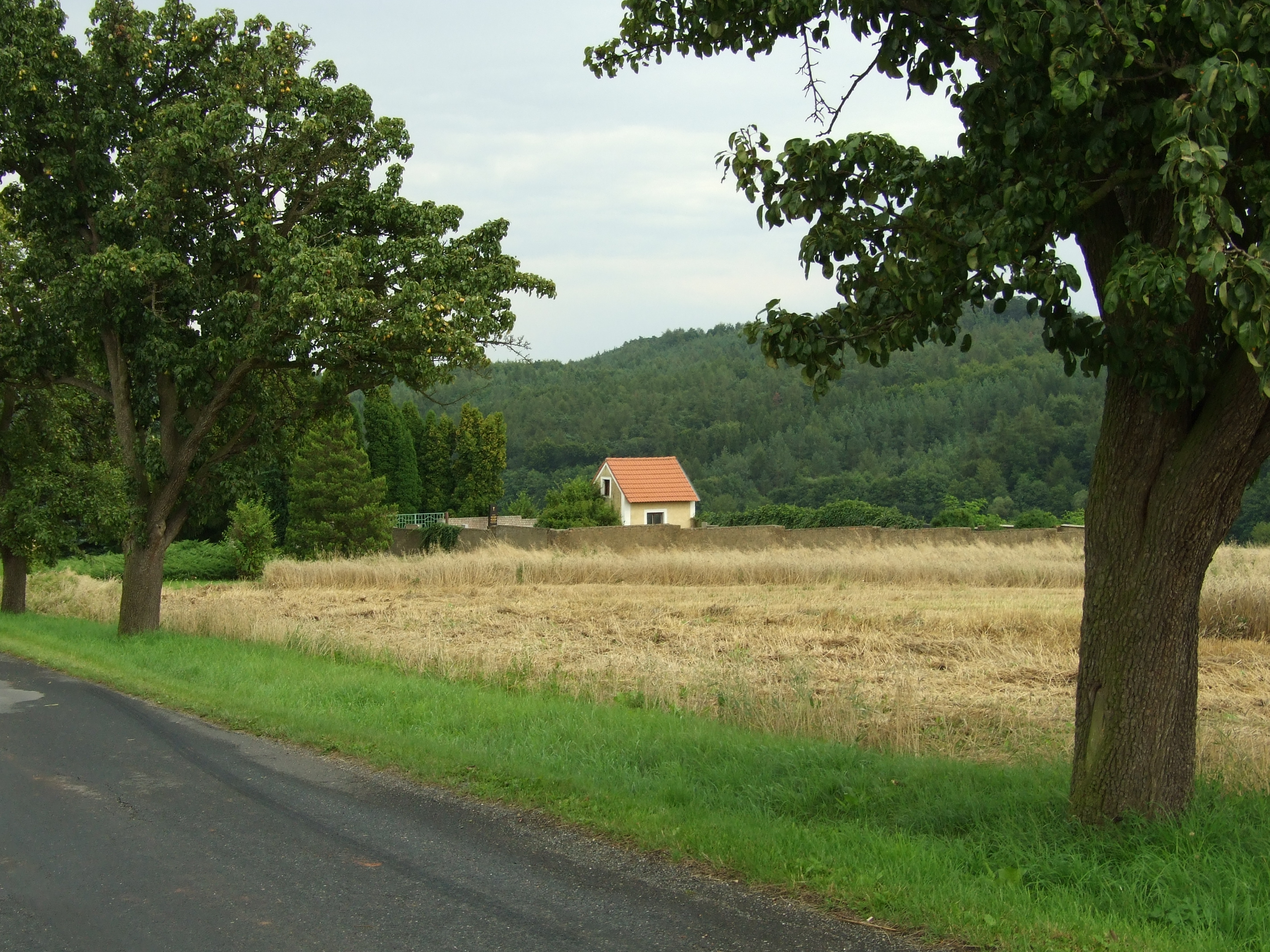
Begraafplaats aan de weg naar Hořešovice
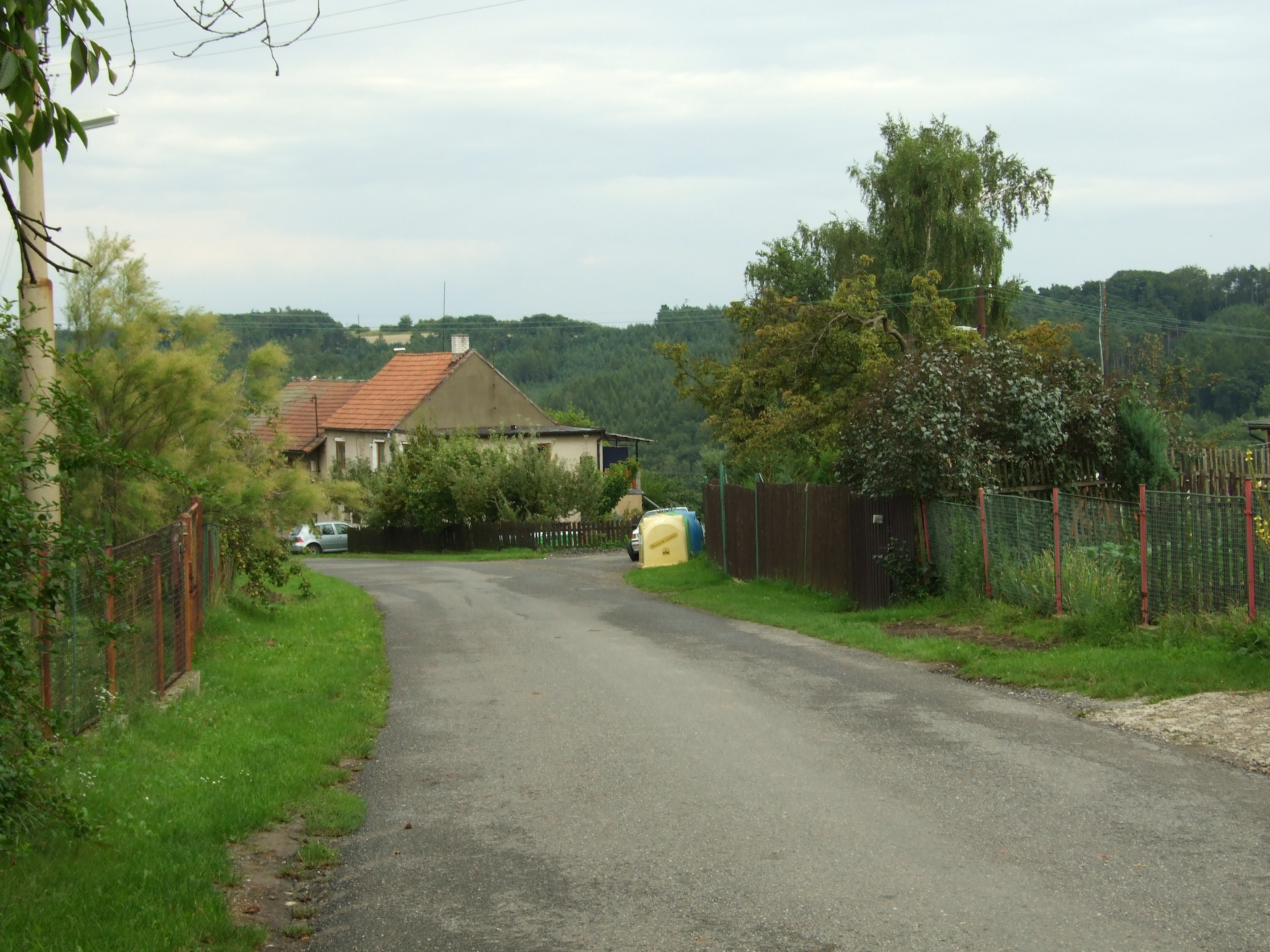
Weg in het dorp
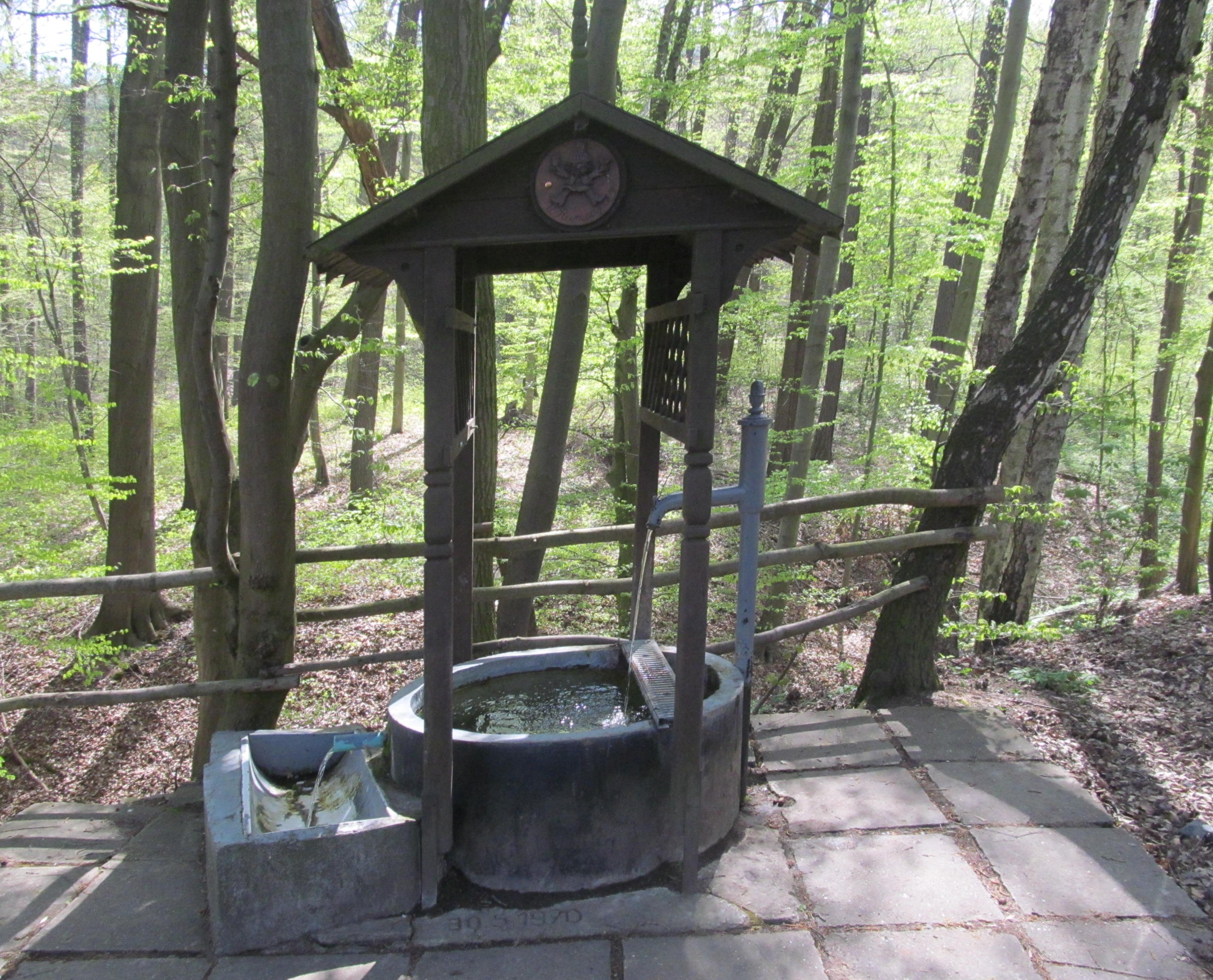
Mineraalwaterbron nabij Bílichov
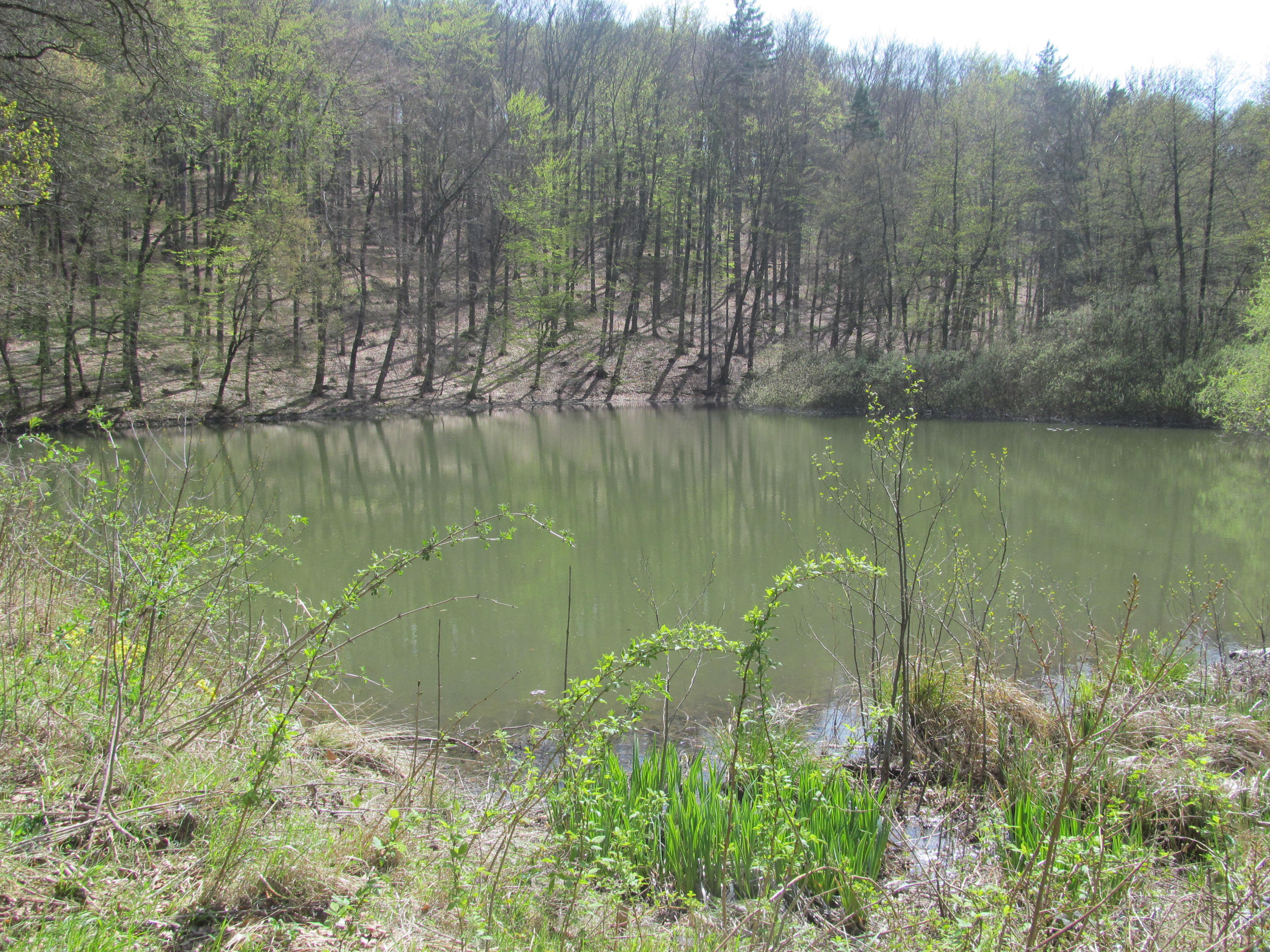
Vijver nabij Bílichov
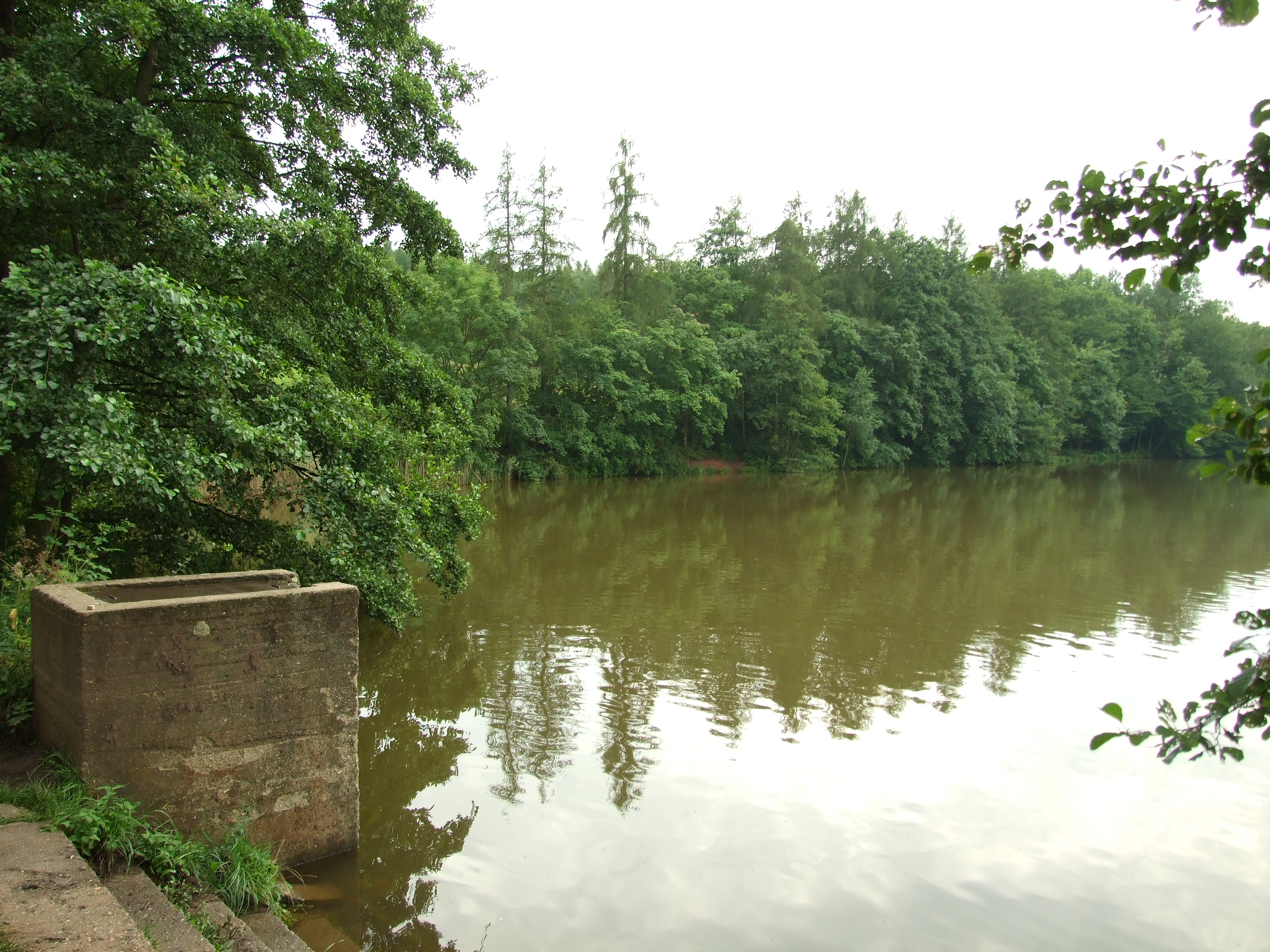
Vijver nabij de dam van Bílichov
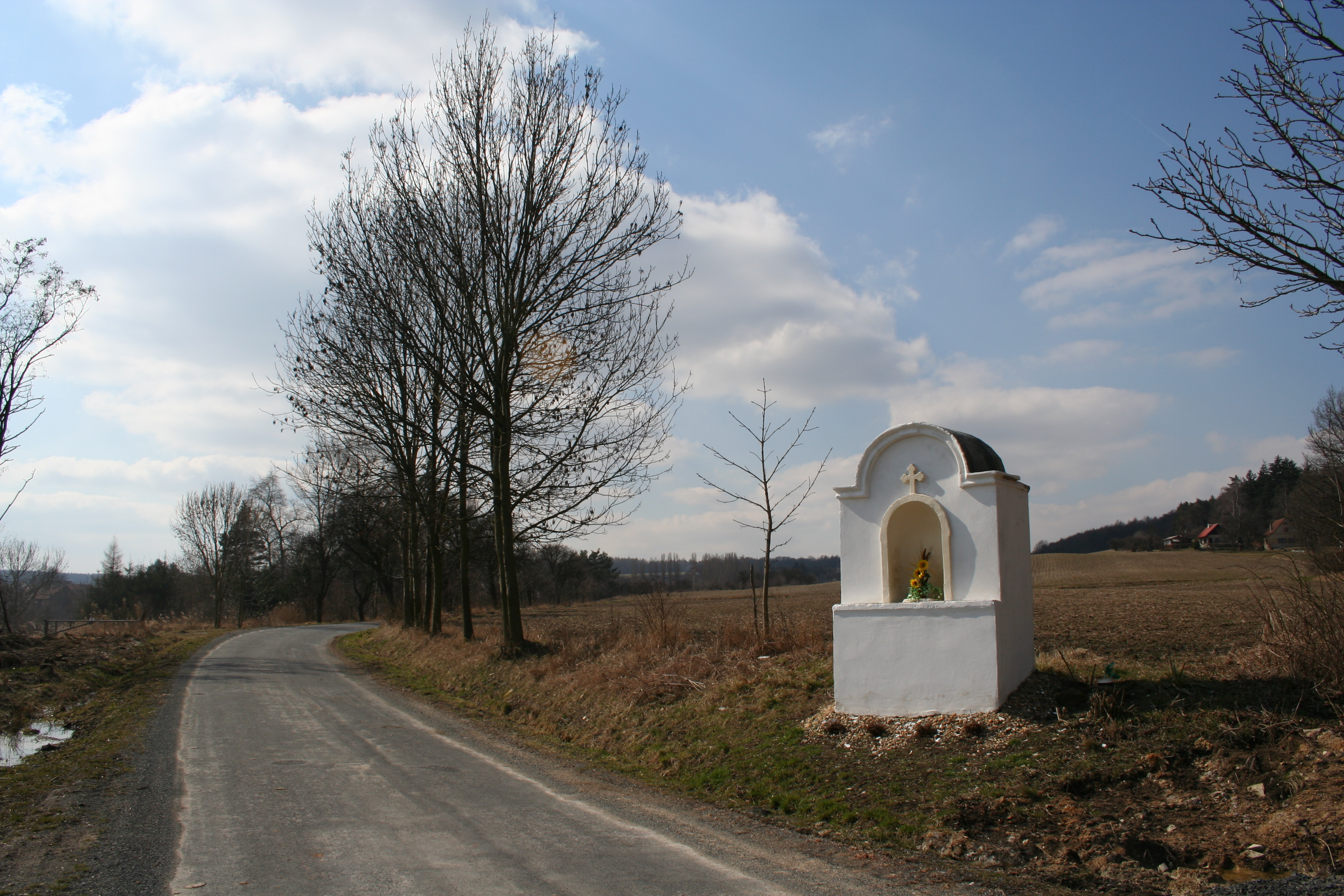
Niskapel nabij Bílichov